# Xavier Moyssén Echeverría
Xavier Moyssén Echeverría (* 27. Oktober 1924 in Morelia; † 3. Juli 2001 in Mexiko-Stadt) war ein mexikanischer Kunsthistoriker.

## Leben
Nachdem er seine Kindheit und Schulzeit in Toluca verbracht hatte, ging Moyssén nach Mexiko-Stadt, um dort die Escuela Nacional Preparatoria zu besuchen und an der Fakultät für Philosophie und Geisteswissenschaften der Universidad Nacional Autónoma de México (UNAM) Geschichte zu studieren. An der UNAM erwarb er dann im Fach Kunstgeschichte den M. A.- und den Doktortitel.
Im Anschluss arbeitete er am Instituto de Investigaciones Estéticas (Forschungsinstitut für Ästhetik) der UNAM und setzte sich dort mit den künstlerischen Disziplinen auseinander. Parallel hierzu unterrichtete er als Lehrstuhlinhaber ab März 1959 mexikanische und iberoamerikanische Literaturgeschichte an der Escuela Nacional Preparatoria. 1965 bekam er den Lehrstuhl für Moderne- und Zeitgenössische Kunst an der Fakultät für Philosophie und Geisteswissenschaften der UNAM und ab 1971 war er auch am dortigen Seminario de Arte Contemporáneo (Seminar für zeitgenössische Kunst) tätig.
Insbesondere befasste sich Moyssén mit der neuhispanischen Kunst und der Kunst des 20. Jahrhunderts und verfasste zahlreiche Bücher und Fachartikel. Er war unter anderem Mitglied des Präservierungskomitees des CONACULTA sowie Ehrenmitglied der Academia de Artes.